# Abasy
Abaasy (Abaahy nebo Abasy, sacha: Aбаасы, Abaası; dogalsky: Абааһы, Abaahı; azersky: Abası; turecky: Abası; maďarsky: Abaaszi; bulharsky: Абааси, Abaasi; rusky: Абасы, Abasy; příbuzný z turkických jazyků slovo Abası) jsou démoni v sachské mytologii. Jakutský šamanismus rozděluje vesmír na horní vrstvu a dolní vrstvu, se zemí jako "jakýmsi neurčitým prostorem nebo věcí" mezi. Abaasy žijí v dolní vrstvě, která se také nazývá podsvětím, a nebo "královstvím temnoty".
Abaasy je stvoření, které žije v blízkosti hrobů a v opuštěných staveních ze kterých vychází pouze když chce škodit a ničit. Abaasy slouží vládci mrtvých, který má jméno Arson-Duolai, ten se živý polykáním lidských duší a také šířením nemocí. Abaasy mohou být uklidnění krvavou obětí, prý způsobují sexuální posedlost a šílenství.

## Popis
Jsou popisováni jako "jednooká, jednoruká, jednonohá" monstra se sedmi železnými zuby a jedovatou krví, která osedlávají "dvouhlavé, osminohé a dvojocasé draky jako oře." V eposu oloncho jsou to ošklivá a hrozná lidožravá monstra, proti kterým, vyjíždí mnoho hrdinů např. Ňurgun Bootur. Jejich náčelník je Alyp Khara Aat Mogoidoon a vypadá jako obr se třemi hlavami, šesti rukama, šesti nohama a tělem ze železa.

## Kulturní význam
Koncept abaasy je tak hluboce zakořeněný do povědomí lidí že sloveso абааһы көр- (čti abaasy) je každodenním pojmem pro význam "nenávidět" a "nelíbit se".